# Броніслав Позняк
Броніслав Позняк (пол. Bronisław Poźniak, нім. Bronislaw von Pozniak; 26 серпня 1877, Львів — 20 квітня 1953, Галле) — польсько-німецький піаніст і музичний педагог.
У 1920-30-і рр. жив і працював у Вроцлаві (Бреслау), викладав у місцевій Вищій музичній школі; його учнями були, зокрема, Едмунд фон Борк, Ганс Пішнер, Ганс Отте. Протягом багатьох років був лідером фортепіанного тріо, у складі якого в різний час грали й інші помітні музиканти — зокрема, Геза де Крес, Гуґо Дехерт, Григорій П'ятигорський. Після Другої світової війни жив у Галле, викладав (серед учнів — Ґергард Вольгемут), готував нове видання творів Фредеріка Шопена.